# Karotenoidy

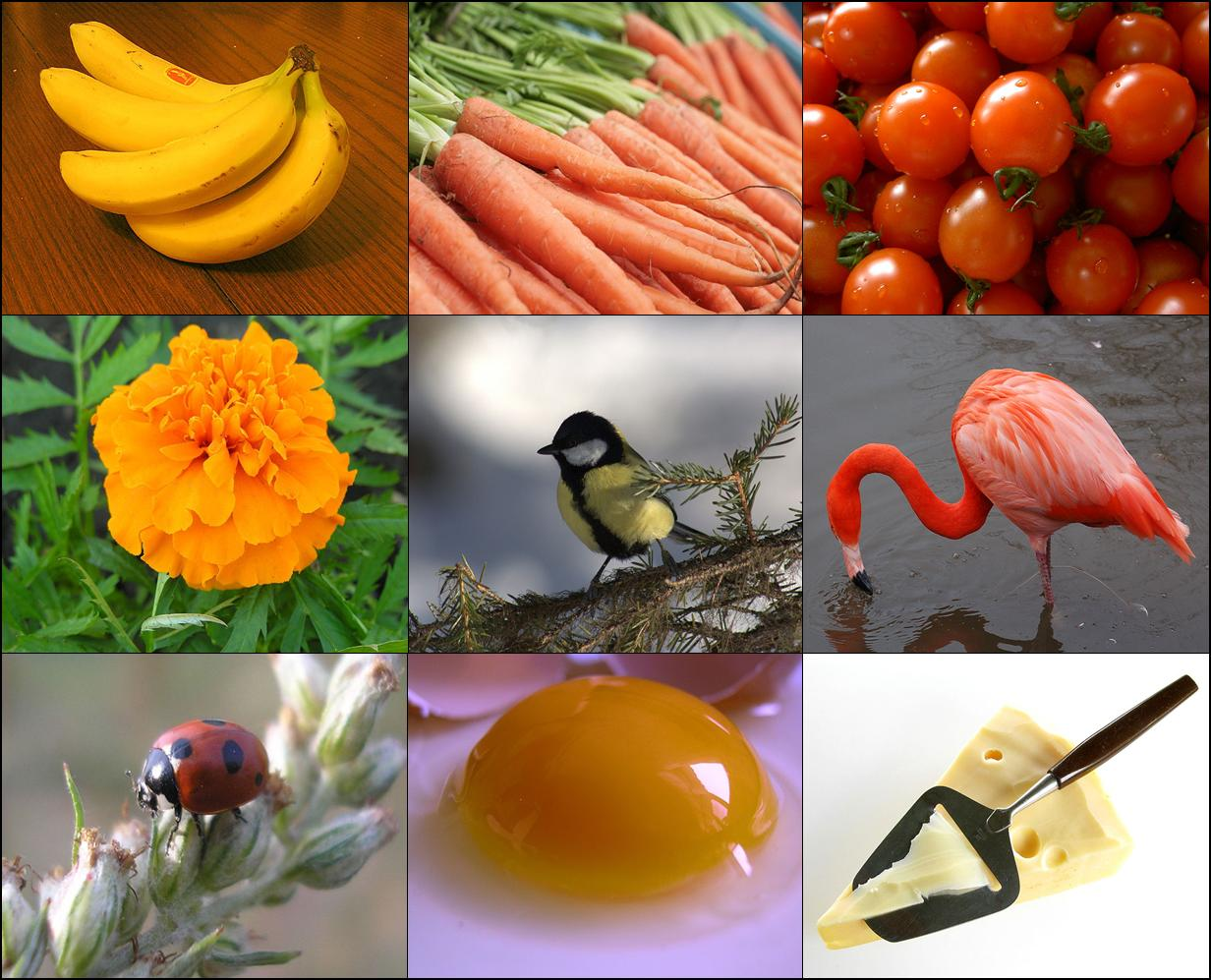
Karotenoidy se vyskytují napříč celou živou přírodou, jak u bakterií, tak u rostlin, živočichů a jiných eukaryot.

Karotenoidy jsou barviva rostlin, hub, řas, mikroorganismů a živočichů; jde o lipofilní organické látky ze skupiny tetraterpenoidů. Za svoji barevnost vděčí řetězci konjugovaných dvojných vazeb. Dělí se na dvě základní skupiny: karoteny (červené barvivo) a kyslíkaté sloučeniny (alkoholy, ketony apod.) odvozené od karotenů, které se nazývají xanthofyly (žluté barvivo). V rostlinách se vyskytují v chromoplastech, což jsou plastidy, ve kterých neprobíhá fotosyntéza, nebo jsou vázané na vnitřní obalovou membránu chloroplastů a na membrány thylakoidů, kde chrání fotosyntetický aparát před poškozením. Mají výrazné antioxidační účinky.
Karotenoidy se patrně vyskytovaly hojně také u některých pravěkých organismů, například u druhohorních dinosaurů.